# Уортон (Техас)
Уортон (англ. Wharton) — город в США, расположенный в юго-восточной части штата Техас, административный центр одноимённого округа. По данным переписи за 2010 год число жителей составляло 8832 человека, по оценке Бюро переписи США в 2018 году в городе проживало 8718 человек.

## История

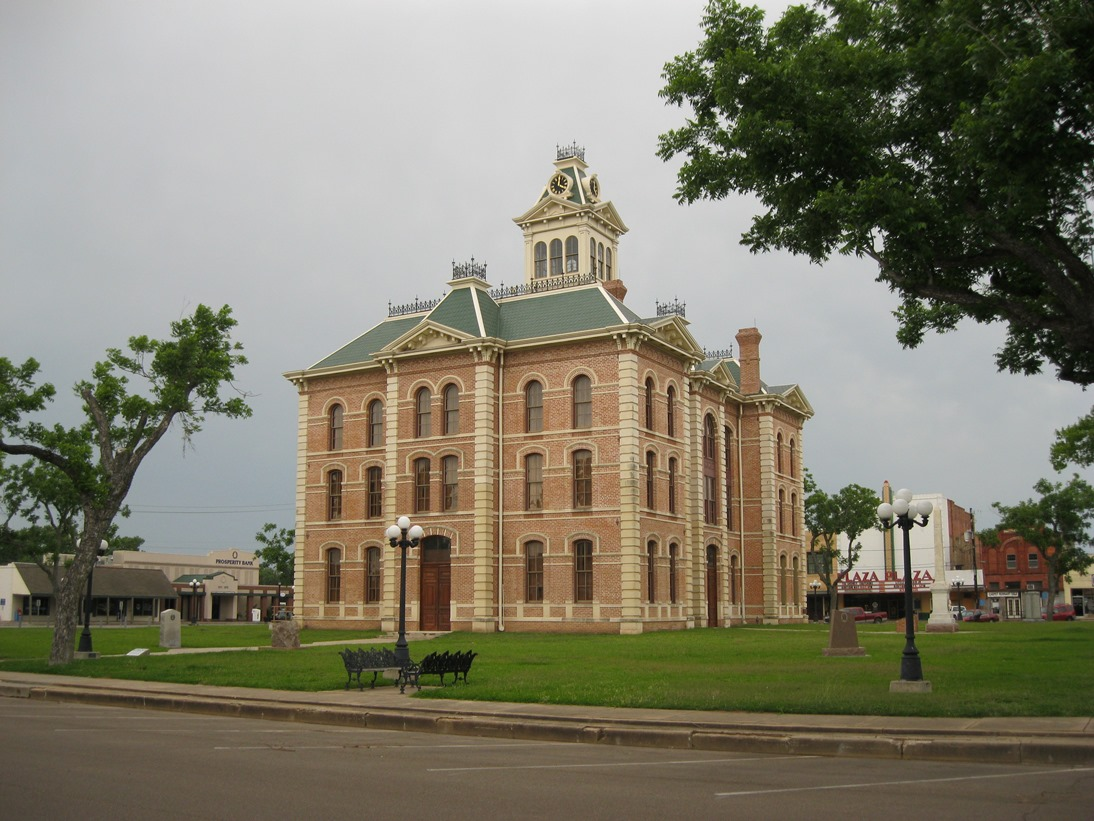
Здание окружного суда в Уортоне.

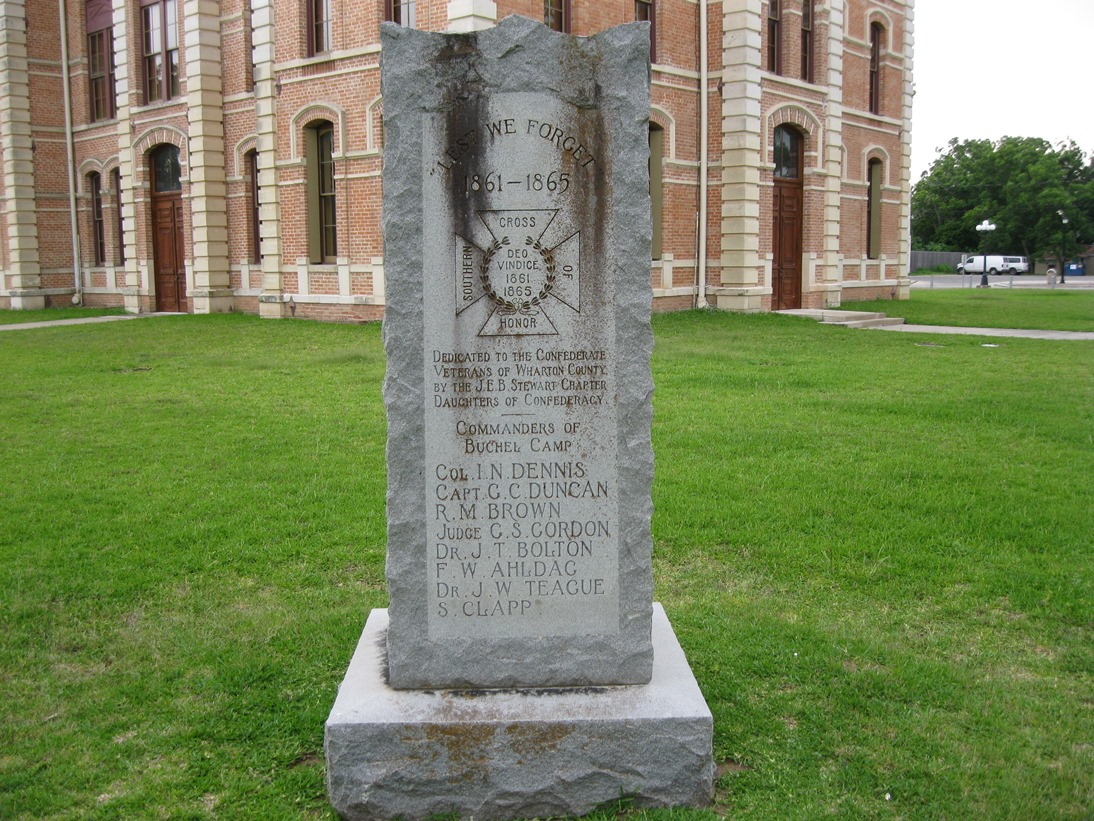
Монумент ветеранам Конфедерации.

Нынешняя территория города была частью почтового маршрута в Техасской республике в 1838 году. Фермерская община появилась в 1846 году, когда в регион переехали первые поселенцы Стивена Остина. Поселение назвали в честь братьев Уортон, борцов за независимость Техаса. В числе первых жителей был Альберт Хортон, первый вице-губернатор штата Техас.
Поселенцы прибывали в город из Алабамы, Кентукки, Виргинии, Джорджии, Миссисипи. В 1850-х годах была образована еврейская община, построившая первую синагогу в регионе. В Уортон приезжали эмигранты из Швейцарии, Германии, Мексики и Чехии. Первыми производимыми продуктами были картофель, хлопок. кукуруза, рис, а также сахарный тростник, были образованы предприятия, производившие саха, патоку, развивалось скотоводство. В разное время в регионе работали маслобойня, производство хлопкового масла, мельницы, хлопкоочистительные машины, молокоперерабатывающий завод, производство льда и ряд других предприятий. Экономика города также получала выгоду от добычи нефти и серы в регионе.
В 1881 году в город пришла железная дорога New York, Texas and Mexican Railway, а несколько лет спустя, в 1899 году, была построена ветка  Gulf, Colorado and Santa Fe. В 1902 году город принял устав, началось формирование органов местного управления. В том же году в городе произошёл крупный пожар, заставивший власти города начать строительство каменных зданий взамен деревянных. В 1902 году была открыта первая бесплатная библиотека в городе, в 1913 — первый общественный парк,а в 1919 году основана торговая палата. В 1946 году был открыт двухлетний колледж округа Уортон. К 1980-му году в Уортоне была развита отрасль здравоохранения.

## География
Уортон находится в северо-восточной части округа, его координаты: 29°18′52″ с. ш. 96°06′14″ з. д.. Город располагается на восточном берегу реки Колорадо.
Согласно данным бюро переписи США, площадь города составляет около 19,5 км2, из которых 19,4 км2 занято сушей, а 0,1 км2 — водная поверхность.

### Климат
Согласно классификации климатов Кёппена, в Уортоне преобладает влажный субтропический климат (Cfa).
| Показатель                    | Янв. | Фев. | Март | Апр. | Май  | Июнь | Июль | Авг. | Сен. | Окт. | Нояб. | Дек. | Год  |
| ----------------------------- | ---- | ---- | ---- | ---- | ---- | ---- | ---- | ---- | ---- | ---- | ----- | ---- | ---- |
| Абсолютный максимум, °C       | 27,2 | 27,2 | 34,4 | 36,1 | 37,2 | 38,3 | 38,3 | 40,6 | 38,9 | 36,1 | 31,7  | 27,8 | 40,6 |
| Средний суточный максимум, °C | 17,6 | 20,3 | 24,4 | 26,7 | 29,1 | 33,1 | 33,3 | 34,7 | 33   | 28,4 | 23,6  | 18,1 | 26,8 |
| Средняя температура, °C       | 12,2 | 14,1 | 18,7 | 21,1 | 23,7 | 27,1 | 27,9 | 28,6 | 26,5 | 21,6 | 16,8  | 11,4 | 20,8 |
| Средний суточный минимум, °C  | 6,9  | 7,9  | 13   | 15,4 | 18,2 | 21   | 22,6 | 22,7 | 20   | 14,6 | 10,2  | 4,9  | 14,8 |
| Абсолютный минимум, °C        | −1,7 | −6,7 | 0,6  | 2,2  | 5,6  | 13,9 | 16,7 | 15,6 | 6,1  | −1,7 | −2,8  | −3,3 | −6,7 |
| Норма осадков, мм             | 76   | 76   | 68   | 78   | 109  | 100  | 91   | 87   | 118  | 114  | 95    | 76   | 1089 |
| Источник: weatherbase.com     |      |      |      |      |      |      |      |      |      |      |       |      |      |

## Население
Согласно переписи населения 2010 года в городе проживало 8832 человека, было 3468 домохозяйств и 2200 семей. Расовый состав города: 53,1 % — белые, 27,3 % — афроамериканцы, 0,6 % — коренные жители США, 0,6 % — азиаты, 0,0 % (1 человек) — жители Гавайев или Океании, 16 % — другие расы, 2,4 % — две и более расы. Число испаноязычных жителей любых рас составило 33,9 %.
Из 3468 домохозяйств, в 34,6 % живут дети младше 18 лет. 38,6 % домохозяйств представляли собой совместно проживающие супружеские пары (16,1 % с детьми младше 18 лет), в 19,6 % домохозяйств женщины проживали без мужей, в 5,3 % домохозяйств мужчины проживали без жён, 36,6 % домохозяйств не являлись семьями. В 32,1 % домохозяйств проживал только один человек, 13,8 % составляли одинокие пожилые люди (старше 65 лет). Средний размер домохозяйства составлял 2,5 человека. Средний размер семьи — 3,19 человека.
Население города по возрастному диапазону распределилось следующим образом: 29,4 % — жители младше 20 лет, 26,5 % находятся в возрасте от 20 до 39, 29,6 % — от 40 до 64, 14,6 % — 65 лет и старше. Средний возраст составляет 34,8 года.
Согласно данным пятилетнего опроса 2018 года, средний доход домохозяйства в Уортоне составляет 35 102 доллара США в год, средний доход семьи — 43 306 долларов. Доход на душу населения в городе составляет 17 592 доллара. Около 20,4 % семей и 22,4 % населения находятся за чертой бедности. В том числе 34,7 % в возрасте до 18 лет и 18,3 % в возрасте 65 и старше.

## Местное управление
Управление городом осуществляется мэром и городским советом, состоящим из шести человек, четыре из которых избираются по округам, а два, как и мэр, всем городом. Городской совет выбирает заместителя мэра из своего состава.

## Инфраструктура и транспорт
Через Уортон проходят автомагистраль 59 США (планируется расширение магистрали до статуса мешжштатной и присвоение номера I-69 всей магистрали, включая участок в Уортоне) и автомагистраль 60 штата Техас.
В городе располагаются региональный аэропорт Уортона и аэропорт Lackey Aviation Airport. Региональный аэропорт располагает одной взлётно-посадочной полосой длиной 1525 метров. Аэропорт Lackey Aviation располагает одной взлётно-посадочной полосой длиной 661 метр. Ближайшими аэропортами, выполняющими коммерческие пассажирские рейсы, являются региональный аэропорт Виктории, аэропорт Уильяма Хобби и Хьюстон Интерконтинентал. Региональный аэропорт Виктории находится примерно в 100 километрах к юго-западу от Уортона. Аэропорты Хобби и Хьюстон Интерконтинентал находятся примерно в 105 и 125 километрах к северо-востоку.

## Образование
Город обслуживается независимым школьным округом Уортон.
В городе располагается колледж округа Уортон с двухлетним обучением.

## Экономика
Согласно финансовому отчёту города за 2015 отчётный год, Уортон владел активами на сумму $42,51 млн, долговые обязательства города составляли $18,9 млн. Доходы города в 2015 году составили $13,48 млн, а расходы $13,15 млн.
Крупнейшими работодателями в городе являются:
| Работодатель              | Число работников |
| ------------------------- | ---------------- |
| Колледж округа Уортон     | 362              |
| Школьный округ Уортон     | 336              |
| Округ Уортон              | 234              |
| Nan Ya Plastics           | 230              |
| Walmart                   | 200              |
| H-E-B                     | 125              |
| Herman Medical Group      | 125              |
| J-M Manufacturing         | 120              |
| Gulf Coast Medical Center | 100              |
| Buc-ee’s                  | 100              |

## Отдых и развлечения
В городе располагается музей истории округа Уортон, а также несколько парков. В музее выставлены экспонаты в память о Дэне Разере и обладателе Медали почёта, Рое Бенавидесе. Также в музее выставлены чучела крупных животных.

## Галерея

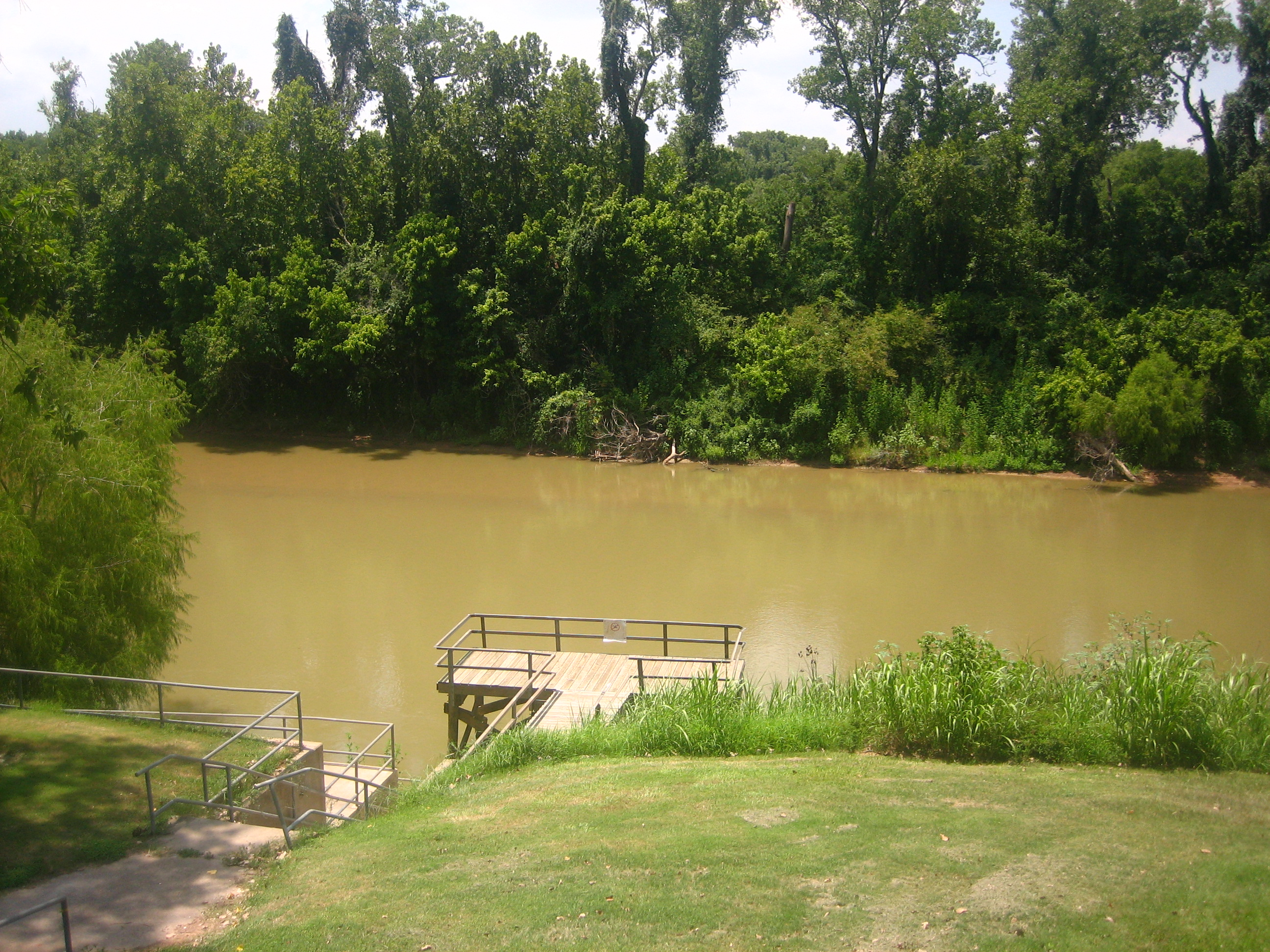
Река Колорадо в районе Уортона
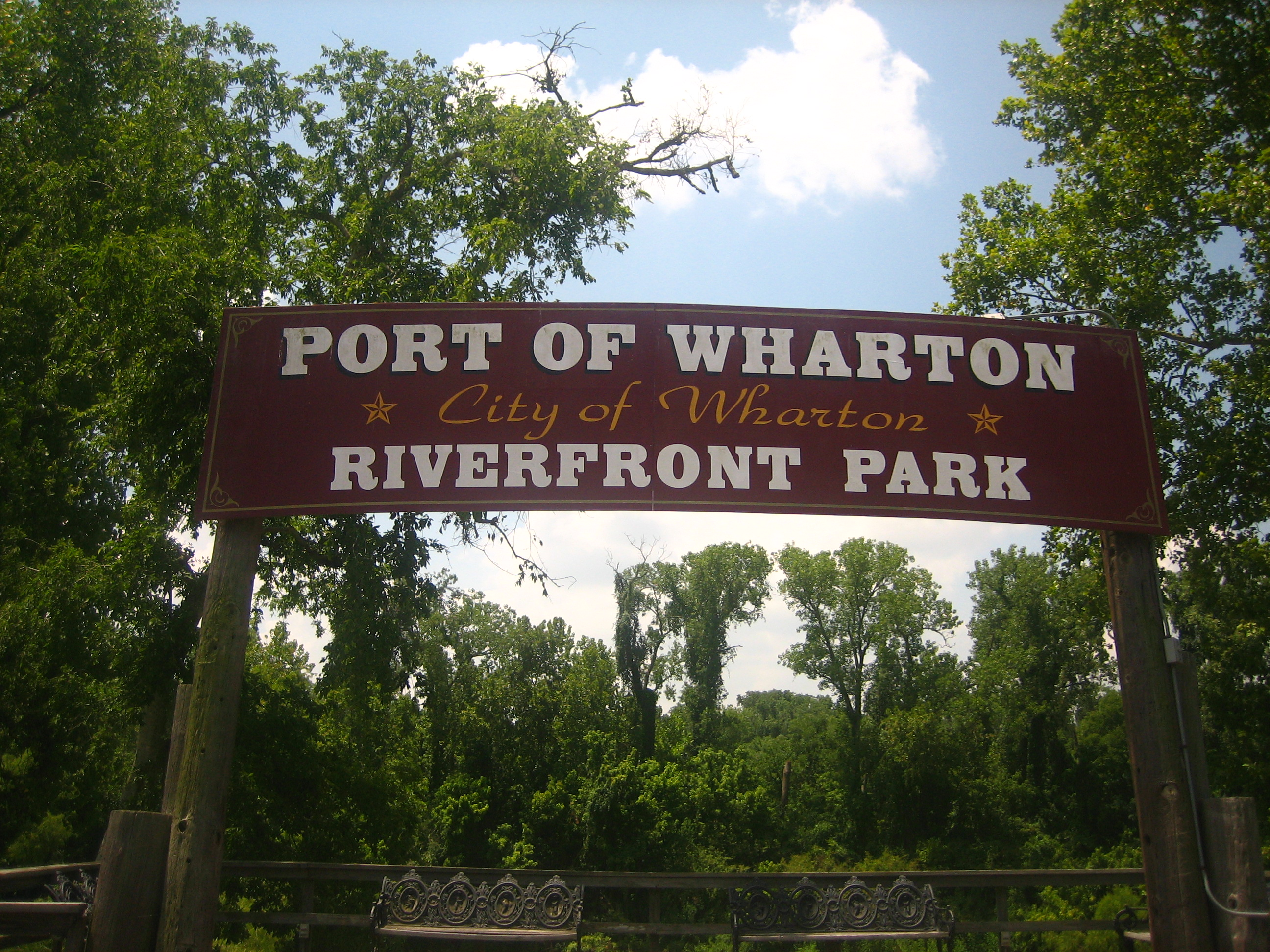
Парк Riverfront Park
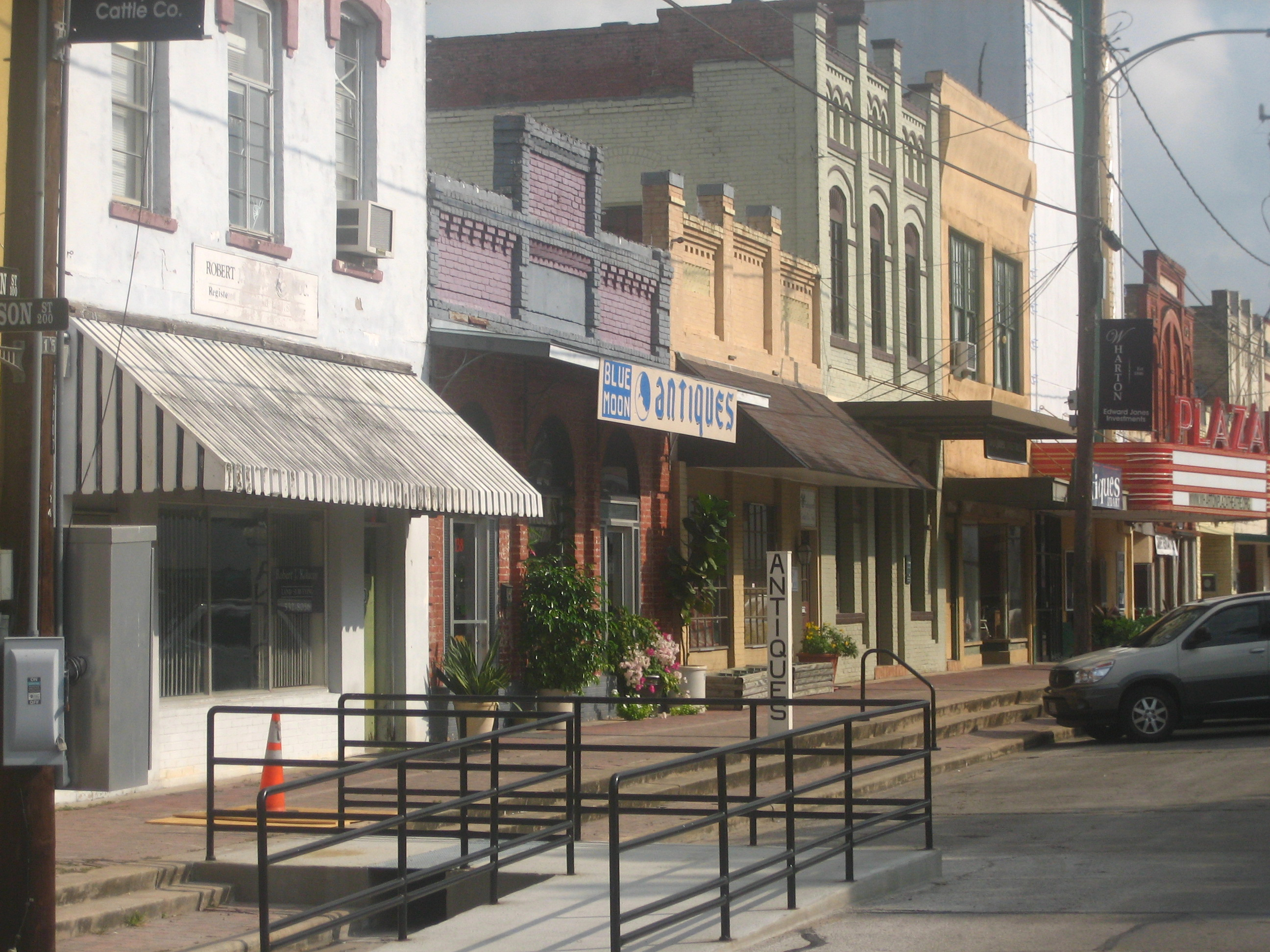
Центр Уортона, напротив здания окружного суда
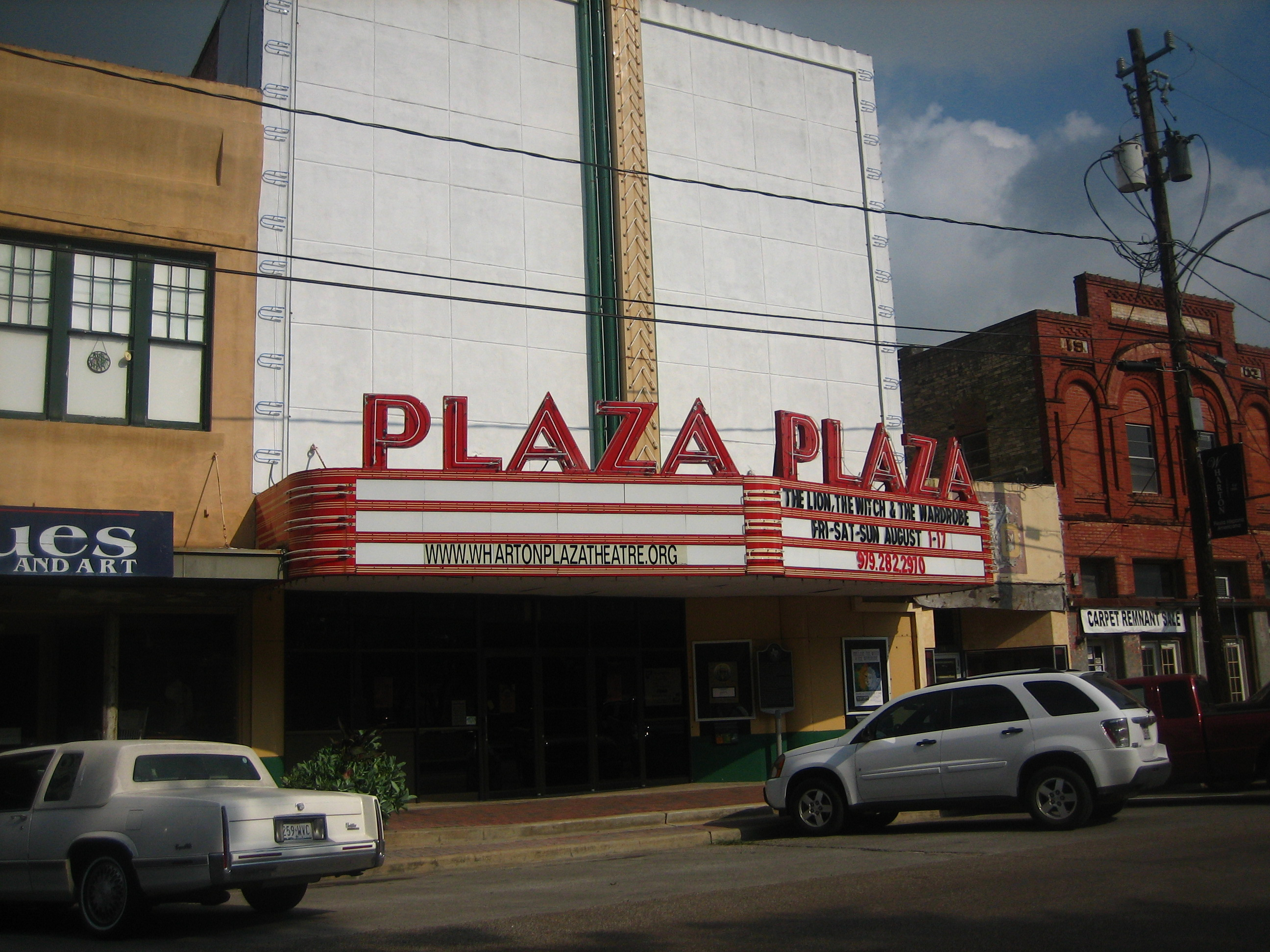
Восстановленный театр Plaza Theater
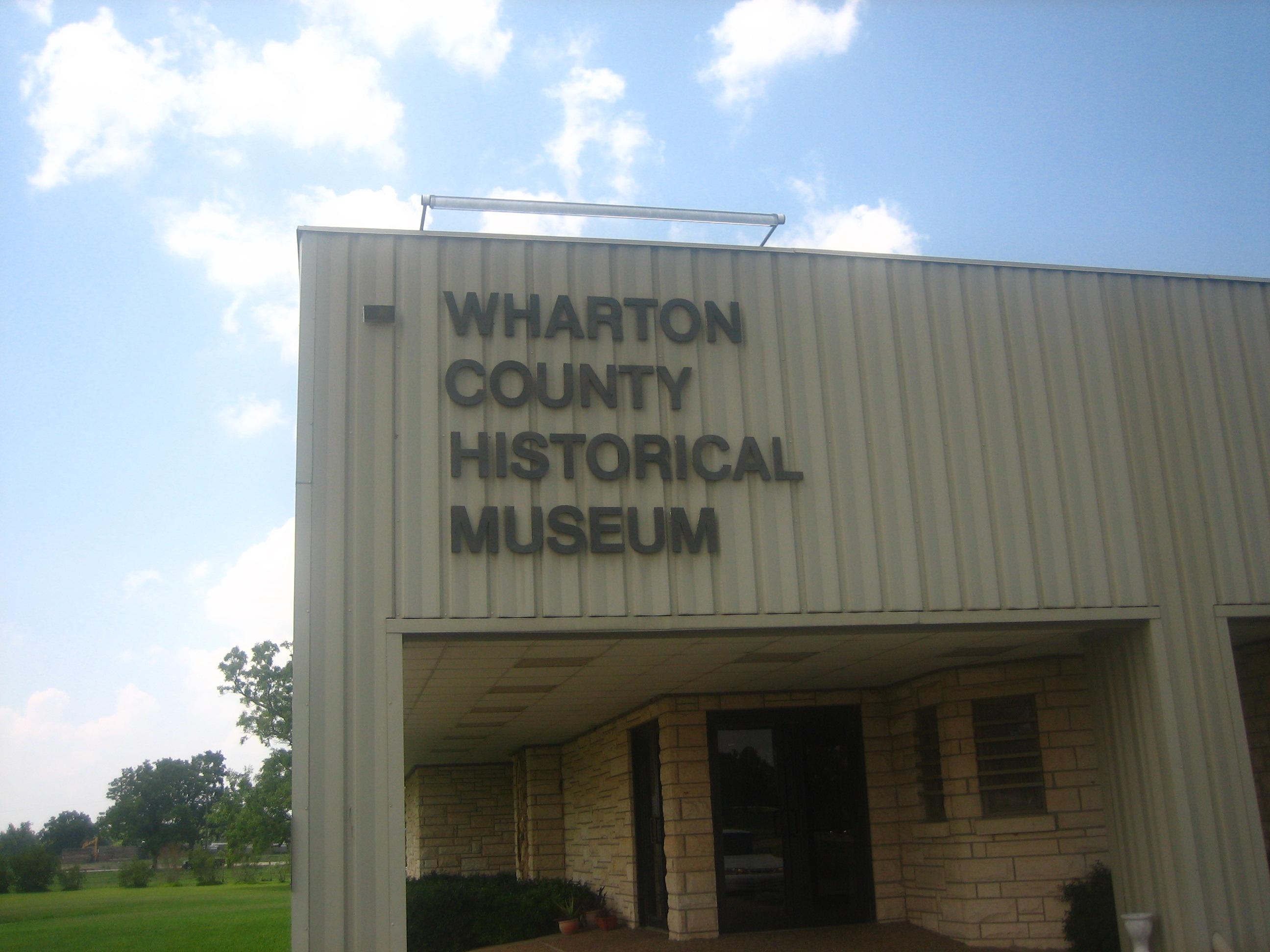
Музей истории округа Уортон
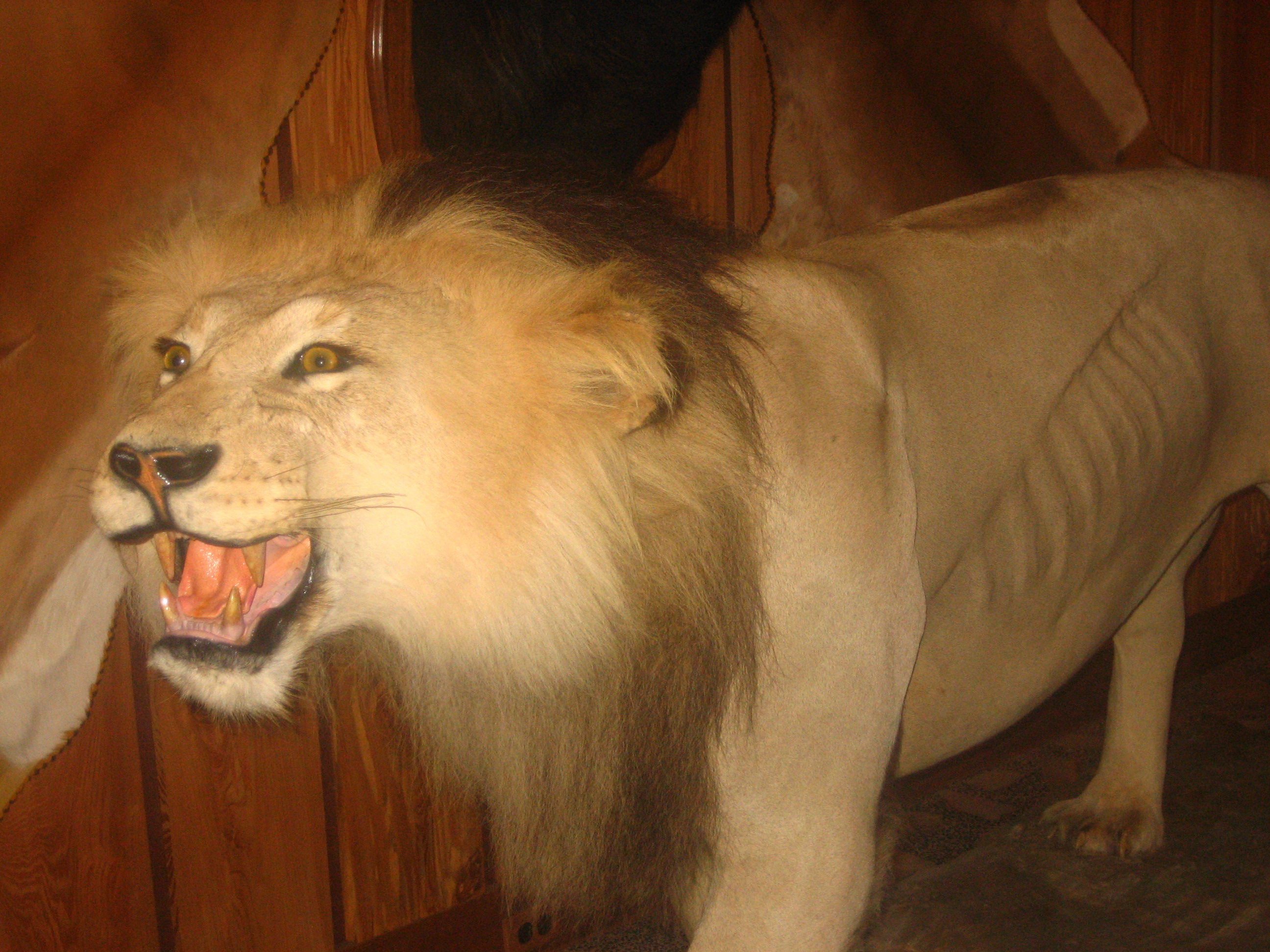
Выставка кошачьих в музее истории
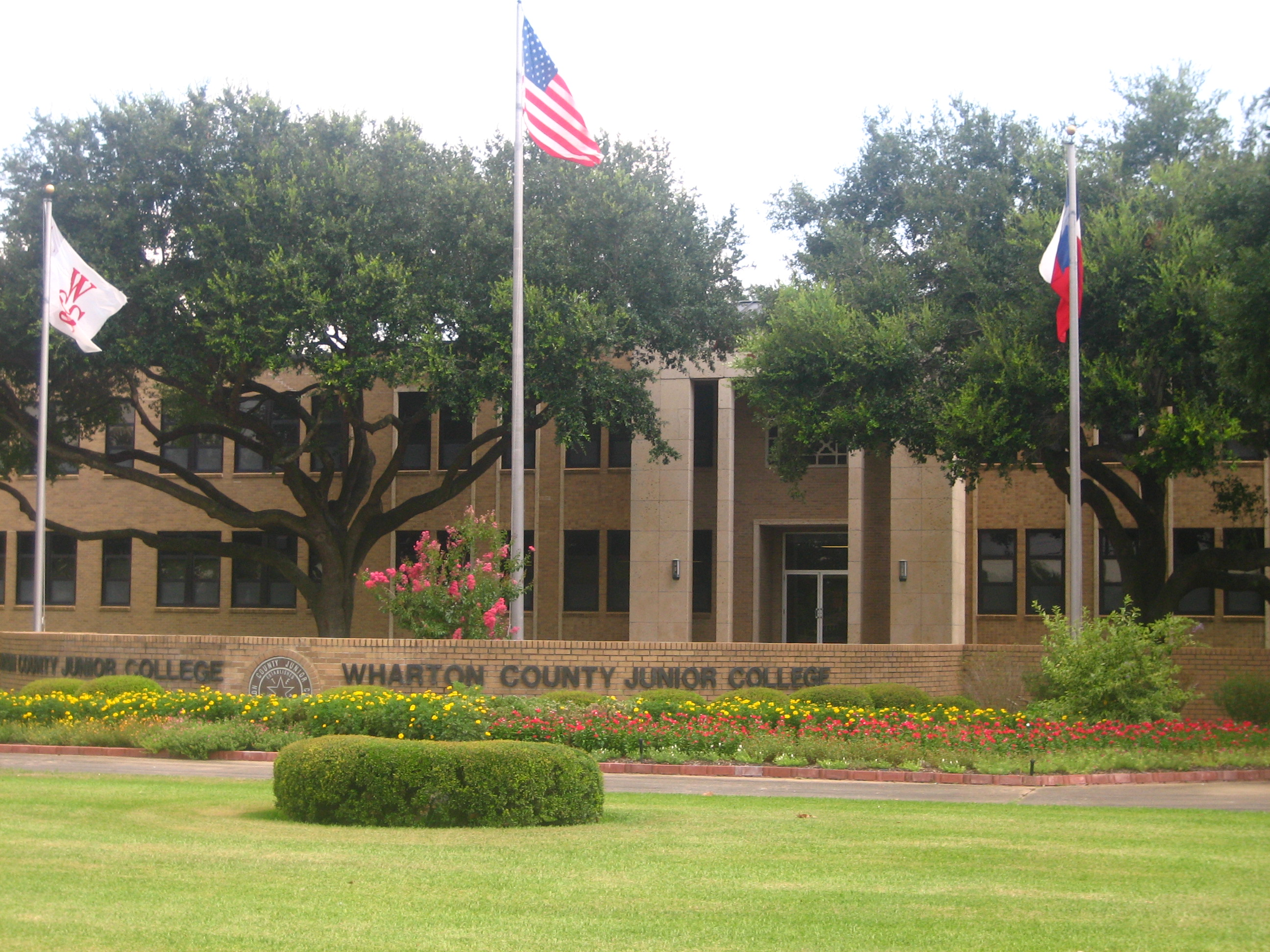
Административное здание окружного колледжа Уортона